# Spudaea eucrinita
Spudaea eucrinita là một loài bướm đêm trong họ Noctuidae.